# Antoni Puig i Blanch
Antoni Puig i Blanch (Mataró, 1775 - Somers Town, Londres, 1840), més conegut com a Antoni Puigblanch per ser la manera com firmava els seus escrits, va ser un hebraista, polític i escriptor, i és considerat un dels antecessors de la Renaixença catalana.

## Biografia
Fill d'Antoni Puig i de Cecilia Blanch, va estudiar les primeres lletres al col·legi dels escolapis de Mataró; després va ser novici a la cartoixa de Montalegre i va seguir estudis eclesiàstics al Seminari Conciliar de Barcelona i a Girona, si bé sembla que no va arribar a professar. Va ampliar els seus estudis a Madrid el 1799 (al Colegio de San Tomás i als Reales Estudios de San Isidro), va estudiar igualment a la Universitat d'Osca i també a la Universitat d'Alcalá, on va ser catedràtic d'hebreu i publicà uns Elementos de gramática hebrea (1808). Fou liberal declarat, i per això sovint va ser expulsat d'Espanya (s'hi va estar fins a l'entronització de Ferran VII i durant el trienni liberal 1820-1823). El seu exili va ser a Londres, on va desenvolupar una tasca intel·lectual important. Entre les seves obres destaca La Inquisición sin máscara (1811) i Opúsculos gramático-satíricos (1829). També va contribuir en l'edició de material gramatical en català i va publicar algun poema en aquesta llengua.
Va ajudar Josep Melcior Prat en la tasca de traduir el Nou Testament (finalment publicat el 1832), davant del clergue valencià exiliat Joaquim Llorenç Villanueva que també pretenia publicar aquesta traducció.

## Obres
En els seus Opúsculos esmenta tenir escrites cert nombre d'obres de les quals especifica el títol i que han quedat inèdites, generalment de caràcter anticlerical, gramatical o polític, entre elles un Comentari a Comentario a El injenioso (sic) Hidalgo D. Quixote de la Mancha. Va escriure també Observaciones sobre la lengua catalana, manuscrit en què comenta la Gramàtica de Josep Pau Ballot i Torres, i el poema Les Comunitats de Castella (ca. 1823), escrit en vers alexandrí. Va col·laborar en la traducció al català del Nou Testament (1832), amb el títol Lo Nou Testament de Nostre Senyor Jesucrist traduït de la Vulgata llatina en llengua catalana amb presència del text original, i reimprès el 1835 a Londres, el 1836 a Barcelona i el 1888 a Madrid.

### Obres
- Elementos de lengua hebrea, Madrid, 1808.
- (Com a Natanael Jomtob) La Inquisición sin máscara, o disertación en que se prueban hasta la evidencia los vicios de este tribunal y la necesidad de que se suprima. Cádiz, Imprenta de Josef Niel, 1811. Hi ha ed. facsímil, Barcelona: Alta Fulla, 1988. Hi ha traduccions a l'anglès i l'alemany.
- Opúsculos gramático-satíricos, Londres: Imprenta de Guillermo Guthrie, 1828, segona edició molt ampliada i en dos volums. También a Londres, 1832. Hi ha edició facsímil a Barcelona, Editorial Curial, 1976, també en 2 volumns.
- Prospecto de la obra... intitulada Observaciones sobre el origen y genio de la lengua Castellana, Londres, 1828.
- Observaciones sobre la lengua catalana, manuscrit en què comenta la Gramàtica de Josep Pau Ballot i Torres
- Les Comunitats de Castella (ca. 1823).
- Traducció de Thomas Brown, Filosofía del espíritu humano en cien lecciones. London, 1828.
- Traducció de Robert Hall, Sermones entresacados de los que escribió en idioma inglés el Rdo. Roberto Hall. Primero, de los malos efectos de la incredulidad; segundo, de lo útil que es la educación en las clases inferiores del pueblo; tercero, oración fúnebre hecha en la muerte de su alteza real Carlota Augusta princesa de Gal·les en Leicester, 6 de noviembre de 1817. Londres: Impr. de J. Hillblack Horse Court, 1832.